# The Residence
The Residence és una sèrie de televisió de misteri estatunidenca creada per Paul William Davies per a Netflix. Inspirada en The Residence: Inside the Private World of the White House de Kate Andersen Brower, la sèrie gira al voltant d'un escàndol d'assassinat fictici que implica el personal de la Casa Blanca. Produïda per Shondaland, la sèrie es va estrenar el 20 de març de 2025. S'ha subtitulat al català.